# Cyclone Garance
Le cyclone tropical intense Garance est le 10e système tropical, la 9e tempête nommée et 5e cyclone tropical intense de la saison cyclonique 2024-2025 dans l'océan Indien sud-ouest. Le système est né d'une perturbation tropicale repérée le 24 février à l'est de Madagascar qui s'est d'abord intensifié lentement en se dirigeant vers l'est. Après être passé à tempête tropicale, il a subi une intensification rapide pour passer à cyclone tropical intense, équivalent d'un ouragan majeur dans l'Atlantique, le 27 février et tourner vers le sud en direction de La Réunion. Garance a frappé cette dernière île le 28, après un léger affaiblissement. Il est retombé à forte tempête tropicale en s'éloignant ensuite rapidement vers le sud. Le 2 mars, Garance est devenu post-tropical et s'est dissipé par la suite.
Garance a causé des dégâts majeurs pour l'île (près de 250 millions d'euros dont 151,6 millions pour le secteur agricole selon un premier bilan), avec au moins 5 morts et de nombreux blessés. Dans un rapport du réassureur Aon daté d'avril 2025, les pertes économiques pourraient se chiffrer jusqu'à 940 millions $US (830 millions euro).

## Évolution météorologique
Le faible système dépressionnaire 10 s'est formé le 24 février, après plusieurs jours de gestation, au large de la côte Est de Madagascar, soit à un peu plus de 500 km au nord-ouest de La Réunion. Une pré-alerte cyclonique a été émise pour la Réunion et l'île Maurice. À 0 h UTC le 25, le CMRS de La Réunion a rehaussé le système à dépression tropicale. À 10 h UTC, la dépression tropicale s'est intensifiée en une tempête tropicale modérée et a été baptisée Garance par le service météorologique malgache.
Poursuivant son intensification, Garance est devenu cyclone tropical le 26 février en se dirigeant vers La Réunion. Cette dernière île fut mise en alerte cyclonique orange alors que Maurice passait à avertissement de cyclone de Classe III,. Après 0 h UTC le 27, le CMRS a rehaussé le système à cyclone intense alors qu'il était à environ 300 km au nord de La Réunion, équivalent à un ouragan de catégorie 3 dans l'échelle de Saffir-Simpson,. L'alerte a été rehaussée à rouge à La Réunion (submersion marine, vents et pluie) au cours de la journée.
Le 28 février à 5 h UTC, le préfet de La Réunion déclenche l'alerte violette (couvre-feu incluant les services de secours qui ne peuvent plus circuler sauf en cas d'autorisation spéciale), pour la seconde fois de l'histoire de l'île. Vers 6 h UTC, Garance, redescendu à cyclone tropical, a touché la côte nord de l'île avec une pression atmosphérique relevée à Saint-Denis, proche du centre de l'œil, de 975 hPa et des vents soutenus sur 10 minutes estimés à 85 nœuds (157 km/h), soit moindres qu'à son apex. L’œil a traversé La Réunion du nord au sud, de Sainte-Suzanne à Saint-Louis. À 12 h UTC, le système était redescendu à forte tempête tropicale après être rendu à 130 km au sud-sud-ouest de l'île et l'alerte était redescendue à rouge.
Le 1er mars à 12 h UTC, Garance a continué de s'affaiblir, déclassée en tempête tropicale modérée avec une activité convective très réduite, à plus de 900 km au sud de La Réunion et cette dernière est mise en phase de sauvetage. À 6 h UTC le 2 mars, Garance a atteint des eaux plus froides et le CRMS a émis son dernier bulletin en la reclassant au stade de cyclone post-tropical à près de 1 400 km au sud-sud-est de La Réunion.

## Conséquences

### Réunion
Comme mentionné antérieurement l'alerte cyclonique a été graduellement relevé de pré-alerte à alerte violette avant l'arrivée de Garance. Les écoles et les services publics ont été fermées dans l’après-midi du 26 février alors que les populations ont été invitées à rester à l'abris à partir du 27.
Garance n'a pas été d'une intensité exceptionnelle, il était comparable en intensité au cyclone Firinga de 1989 au moment de toucher La Réunion. Cependant, ce dernier a fait des dégâts concentrés sur le Sud alors que Garance a touché une large partie du Nord et de l'Est de l’île avec les vents les plus dévastateurs depuis plus de 50 ans. Les valeurs des rafales mesurées ont atteint ou dépassé le record pour certaines stations d'observation. Quant aux taux de précipitations observés, ils sont souvent inédits pour des cumuls sur une durée inférieure à 6 heures.
Des rafales de 214 km/h ont été relevées à l'aéroport de La Réunion-Roland-Garros, situé dans le nord de l'île, et allant jusqu'à 234 km/h au Piton Sainte-Rose dans l'extrême Est de La Réunion,.  Les pluies torrentielles ont laissé des accumulations de plus de  400 mm dans certaines régions, jusqu'à 587 mm à Plaine des Chicots et 537 mm au cratère Commerson en 12 heures,. Des taux horaires de précipitations de 100 à 190 mm ont été signalés sur les pentes nord et est des montagnes.
La préfecture a fait état d'au moins 5 décès et un disparu alors que jusqu'à 180 000 foyers ont été privés d'électricité, 171 000 d'eau potable et 134 000 d'internet,,,. Les morts sont une femme emportée par les eaux à Saint-Denis, un homme tué dans un incendie d'origine électrique dans la même ville, une femme ensevelie par une coulée de boue à Trois-Bassins dans l'ouest de l'île, un homme coincé sous un arbre à Saint-Denis et un autre similairement à Saint-Paul,,. Les autorités signalent aussi 6 blessés, 953 personnes accueillies dans des refuges et des dégâts plus importants que ceux avec le cyclone Belal en 2024 selon le préfet,,.
Les dégâts les plus graves ont été notés dans les parties nord et est de l'île. Beaucoup de routes ont été jonchées d'arbres et  de branchages, certaines ont été inondées ou emportées, des ponts ont été coupés, un grand nombre de toits se sont envolés. Le groupement hospitalier Est Réunion a subi des dégâts majeurs dont le bris de vitres qui a forcé 61 patients à être déplacés à l’intérieur de l’hôpital. Des vidéos mises en ligne montraient des voitures emportées dans des rues inondées par des torrents d'eau, notamment à Saint-Denis et à Saint-André,.
Dans les régions montagneuses, les rafales ont fait tomber des pylônes de transmission à haute tension et les tours de communication, isolant des communautés entières, heureusement 75 % des lignes urbaines sont enterrés et cela a permis de limiter les dégâts aux installations électriques. Les usines de traitement des eaux et les réseaux de canalisations ont été affectés par les coupures de courant et les inondations ont contaminé les réserves d’eau. De nombreuses localités ont vues des coulées de boue causées par le débordement des rivières en crue et les ravines se jetant dans l’océan,.
La mer était déchaînée avec des surcotes de 20 et 40 cm dues à l'onde de tempête sur les littoraux Nord et Est. À cela s'ajoutait des vagues, celles-ci atteignant de 6 à 10 m à Sainte-Marie. Les petits ports ont signalé d'importants dégâts aux quais et entrepôts. Les récoltes a été aussi détruites par les rafales de vent et les trombes d’eau.
Dans un communiqué du 5 mars, la Caisse centrale de réassurance (CCR) a estimé le coût des dégâts assurés entre 160 et 200 millions d'euros, soit pour environ 16 000 réclamations de particuliers et de professionnels. Une nouvelle estimation du 21 mars 2025 a conclu à près de 250 millions d'euros de dégâts, dont 151,6 millions pour le seul secteur agricole, avec au moins 5 morts et de nombreux blessés. Dans un rapport du réassureur Aon daté d'avril 2025, les pertes économiques pourraient se chiffrer jusqu'à 940 million $US.

#### Secours
Le 1er mars, 103 sapeurs-pompiers de la sécurité civile et un escadron de gendarmerie sont partis de Mayotte avec de 5 tonnes de matériel pour venir en aide à La Réunion. Le lendemain, 100 personnels de la sécurité civile (50 pompiers et 50 militaires) devaient partir de France selon le ministre français de l’Intérieur Bruno Retailleau.
Le 5 mars, la procédure de reconnaissance de l'état de catastrophe naturelle a été enclenchée et devrait aboutir en urgence selon le ministre des Outre-mer, Manuel Valls. Dans le cadre de la coopération dans le bassin océan Indien, Électricité de France (EDF) accueillera 15 électriciens en provenance de Maurice pour aider à la remise en état du réseau selon les autorités. À la demande du président du Conseil départemental, Cyrille Melchior, plus de 100 agents de la SPL Edden sont mobilisés le 6 mars 2025 pour l’élagage des arbres et de lutte contre les infestations d'insectes.
Selon le maire de Saint-Leu et président de l’Union départementale des CCAS (UDCCAS), le Crédit agricole a accordé une aide exceptionnelle 6 000 euros aux fermiers les plus touchés de Saint-Denis à Sainte-Rose. La caisse régionale du Crédit agricole de Réunion-Mayotte a de son côté versé à la Croix-Rouge française et à la Banque alimentaire des Mascareignes une somme de 100 000 euros pour aider les familles les plus impactées par ce sinistre.

### Île Maurice
À l'île Maurice, l’aéroport international Sir Seewoosagur Ramgoolam a été fermé temporairement alors que les bandes externes de Garance ont donné de fortes pluies, produisant des inondations locales, et que les vents ont causé une forte houle cyclonique.